# Oenothalia montivaga
Oenothalia montivaga är en fjärilsart som beskrevs av William Schaus 1911. Oenothalia montivaga ingår i släktet Oenothalia och familjen mätare. Inga underarter finns listade i Catalogue of Life.